# Hermann Herdeg
Hermann Herdeg (* 24. April 1906 in Landau an der Isar; † 24. Dezember 1987 in Neustadt) war ein deutscher Verwaltungsjurist und Landrat.

## Leben
Nach dem Abitur absolvierte Hermann Herdeg ein Studium der Rechtswissenschaften an der Ludwig-Maximilians-Universität München, der Ruprecht-Karls-Universität Heidelberg und der Humboldt-Universität zu Berlin. 1933 schloss er sein Studium mit dem Großen juristischen Staatsexamen ab, nachdem er 1930 die erste juristische Staatsprüfung und den anschließenden dreijährigen Vorbereitungsdienst (Referendariat), der ihn zum Amts- und Landgericht Landau sowie zum Bürgermeisteramt Landau führte, abgelegt hatte.
1932 promovierte er mit der Dissertation „Der Bayerische Staatsgerichtshof als Verfassungsgerichtshof“ zum Dr. jur. Zum 1. Mai 1933 trat er in die NSDAP ein (Mitgliedsnummer 1.926.269) und war dort Kreisamtsleiter, Ortsgruppenschulungsleiter sowie Kreis- und Gauredner. Nach einer Beschäftigung als Assessor bei der Regierung der Pfalz kam er als Regierungsrat zum Bezirksamt Kusel, wo er vom 1. September 1937 bis zum 30. Juni 1939 als Leiter der Bezirksamtsaußenstelle in Waldmohr fungierte. In der Zeit vom 1. Juli 1939 bis zum 10. Juli 1940 war er der Vertreter des Landrats Anton Seidenspinner im Landkreis Mies im besetzten Sudetenland. Er wurde zum Staatsministerium des Innern versetzt und am 1. Mai 1944 zum kommissarischen Landrat in Gunzenhausen ernannt. Im Mai 1945 wurde er seines Amtes enthoben und im Entnazifizierungsverfahren am 10. August 1949 durch die Spruchkammer Neustadt an der Weinstraße als Mitläufer eingestuft. Sein Antrag auf Wiedereinstellung in den öffentlichen Dienst blieb ohne Erfolg.
Ab 1947 arbeitete Herdeg für die Stadtverwaltung Landau. In deren Auftrag leitete er die Verwaltung und Organisation der Südwestdeutschen Gartenschau, die vom 15. Juli bis zum 18. Oktober 1949 in Landau stattfand. Ab 1950 war er für die Bezirksregierung im Regierungsbezirk Pfalz tätig. Dort übernahm er zunächst das Kommunalreferat und 1967 die Leitung der Abteilung „Allgemeine und innere Verwaltung“. 1968 wurde er Stellvertreter des Regierungspräsidenten Hans Keller. Als solcher ging er 1970 in den Ruhestand.